# Lista dos campeões mundiais de boxe dos super-penas
Essa é uma lista cronológica dos campeões mundiais no boxe na categoria dos super-penas, iniciada a partir de 1921, que foi o ano em que surgiu o primeiro campeão nesta categoria, de um embate travado entre Johnny Dundee e George "KO" Chaney.
A fundação da Associação Nacional de Boxe (ANB), em 1921, fez surgir novas categorias de peso no boxe, tais como a dos super-penas. Posteriormente, logo no princípio da década de 1960, a Associação Nacional de Boxe (ANB) mudou seu nome para Associação Mundial de Boxe (AMB), ao passo que o Conselho Mundial de Boxe (CMB) surgia.
Finalmente, no transcorrer da década de 1980, surgiram a Federção Internacional de Boxe (FIB) e depois a Organização Mundial de Boxe (OMB).

Atualmente, existem quatro entidades em vigor no mundo do boxe:
- Associação Mundial de Boxe (AMB), fundada em 1921, quando ainda se chamava Associação Nacional de Boxe (ANB).
- Conselho Mundial de Boxe (CMB), criado em 1963.
- Federação Internacional de Boxe (FIB), criado em 1983.
- Organização Mundial de Boxe (OMB), fundada em 1988.

## 1921 - 1963
| Conquista do título                                                      | Perda do título         | Campeão        | Campeão        | Reconhecimento | Manutenção do cinturão número de defesas |
| ------------------------------------------------------------------------ | ----------------------- | -------------- | -------------- | -------------- | ---------------------------------------- |
| 18 de novembro de 1921                                                   | 30 de maio de 1923      | Johnny Dundee  | Estados Unidos | Universal      | 4                                        |
| 30 de maio de 1923                                                       | 17 de dezembro de 1923  | Jack Bernstein | Estados Unidos | Universal      | 1                                        |
| 17 de dezembro de 1923                                                   | 20 de junho de 1924     | Johnny Dundee  | Estados Unidos | Universal      | 0                                        |
| 20 de junho de 1924                                                      | 15 de dezembro de 1924  | Steve Sullivan | Estados Unidos | Universal      | 2                                        |
| 15 de dezembro de 1924                                                   | 2 de dezembro de 1925   | Mike Ballerino | Estados Unidos | Universal      | 3                                        |
| 2 de dezembro de 1925                                                    | 20 de dezembro de 1929  | Tod Morgan     | Estados Unidos | Universal      | 12                                       |
| 20 de dezembro de 1929                                                   | 15 de julho de 1931     | Benny Bass     | Estados Unidos | Universal      | 3                                        |
| 15 de julho de 1931                                                      | 25 de dezembro de 1933  | Kid Chocolate  | Cuba           | Universal      | 7                                        |
| 25 de dezembro de 1933                                                   | 1943                    | Frankie Klick  | Estados Unidos | Universal      | 0                                        |
| Klick decidiu subir de categoria, deixando seu título mundial em aberto. |                         |                |                |                |                                          |
| 20 de julho de 1959                                                      | 16 de março de 1960     | Harold Gomes   | Estados Unidos | Universal      | 0                                        |
| 16 de março de 1960                                                      | 16 de fevereiro de 1963 | Flash Elorde   | Filipinas      | Universal      | 2                                        |

## Associação Mundial de Boxe
| Conquista do título | Perda do título         | Campeão                 | Campeão        | Reconhecimento        | Manutenção do cinturão número de defesas |
| --- | ----------------------- | ----------------------- | -------------- | --------------------- | ---------------------------------------- |
| 16 de fevereiro de 1963 | 15 de junho de 1967     | Flash Elorde            | Filipinas      | AMB (Universal)       | 7                                        |
| 15 de junho de 1967 | 14 de dezembro de 1967  | Yoshiaki Numata         | Japão          | AMB                   | 0                                        |
| 14 de dezembro de 1967 | 4 de março de 1971      | Hiroshi Kobayashi       | Japão          | AMB                   | 6                                        |
| 4 de março de 1971 | 25 de abril de 1972     | Alfredo Marcano         | Venezuela      | AMB                   | 1                                        |
| 25 de abril de 1972 | 12 de março de 1973     | Ben Villaflor           | Filipinas      | AMB                   | 1                                        |
| 12 de março de 1973 | 17 de outubro de 1973   | Kuniaki Shibata         | Japão          | AMB                   | 1                                        |
| 17 de outubro de 1973 | 16 de outubro de 1976   | Ben Villaflor           | Filipinas      | AMB                   | 5                                        |
| 16 de outubro de 1976 | 2 de agosto de 1980     | Samuel Serrano          | Porto Rico     | AMB                   | 10                                       |
| 2 de agosto de 1980 | 9 de abril de 1981      | Yasutsune Uehara        | Japão          | AMB                   | 1                                        |
| 9 de abril de 1981 | 19 de janeiro de 1983   | Samuel Serrano          | Porto Rico     | AMB                   | 3                                        |
| 19 de janeiro de 1983 | 26 de fevereiro de 1984 | Roger Mayweather        | Estados Unidos | AMB                   | 2                                        |
| 26 de fevereiro de 1984 | 19 de maio de 1985      | Rocky Lockridge         | Estados Unidos | AMB                   | 2                                        |
| 19 de maio de 1985 | 24 de maio de 1986      | Wilfredo Gómez          | Porto Rico     | AMB                   | 0                                        |
| 24 de maio de 1986 | 27 de setembro de 1986  | Alfredo Layne           | Panamá         | AMB                   | 0                                        |
| 27 de setembro de 1986 | 15 de março de 1991     | Brian Mitchell          | África do Sul  | AMB                   | 12                                       |
| Mitchell teve seu título mundial da AMB revogado. |                         |                         |                |                       |                                          |
| 28 de junho de 1991 | 1991                    | Joey Gamache            | Estados Unidos | AMB                   | 0                                        |
| Gamache decidiu subir de categoria, deixando seu título mundial da AMB em aberto. |                         |                         |                |                       |                                          |
| 22 de novembro de 1991 | 1995                    | Genaro Hernandez        | Estados Unidos | AMB                   | 8                                        |
| Hernandez decidiu subir de categoria, deixando seu título mundial da AMB em aberto. |                         |                         |                |                       |                                          |
| 21 de outubro de 1995 | 5 de setembro de 1998   | Yong-Soo Choi           | Coreia do Sul  | AMB                   | 7                                        |
| 5 de setembro de 1998 | 27 de junho de 1999     | Takanori Hatakeyama     | Japão          | AMB                   | 1                                        |
| 27 de junho de 1999 | 31 de outubro de 1999   | Lakva Sim               | Mongólia       | AMB                   | 0                                        |
| 31 de outubro de 1999 | 21 de maio de 2000      | Jong-Kwon Baek          | Coreia do Sul  | AMB                   | 1                                        |
| 21 de maio de 2000 | 12 de janeiro de 2002   | Joel Casamayor          | Cuba           | AMB                   | 4                                        |
| 12 de janeiro de 2002 | 15 de janeiro de 2004   | Acelino Freitas         | Brasil         | AMB (Super-Campeão)   | 3                                        |
| Freitas unifica os cintuões da OMB e da AMB, com sua vitória diante Casamayor, recendo da AMB o título de Super-Campeão mundial. No início de 2004, Freitas decidiu buscar o título mundial dos pesos-leves. |                         |                         |                |                       |                                          |
| 13 de abril de 2002 | 30 de abril de 2005     | Yodsanan Sor Nanthachai | Tailândia      | AMB (Campeão Regular) | 3                                        |
| 30 de abril de 2006 | 5 de agosto de 2006     | Vicente Mosquera        | Panamá         | AMB                   | 1                                        |
| 5 de agosto de 2006 | 2008                    | Edwin Valero            | Venezuela      | AMB                   | 4                                        |
| Valero decide subir de categoria, deixando seu título mundial da AMB em aberto. |                         |                         |                |                       |                                          |
| 28 de novembro de 2008 | 10 de outubro de 2009   | Jorge Linares           | Venezuela      | AMB                   | 1                                        |
| 10 de outubro de 2009 | 11 de janeiro de 2010   | Juan Carlos Salgado     | México         | AMB                   | 0                                        |
| 11 de janeiro de 2010 | Presente                | Takashi Uchiyama        | Japão          | AMB                   |                                          |

## Conselho Mundial de Boxe
| Conquista do título                                                                  | Perda do título         | Campeão                 | Campeão        | Reconhecimento  | Manutenção do cinturão número de defesas |
| ------------------------------------------------------------------------------------ | ----------------------- | ----------------------- | -------------- | --------------- | ---------------------------------------- |
| 16 de fevereiro de 1963                                                              | 15 de junho de 1967     | Flash Elorde            | Filipinas      | CMB (Universal) | 7                                        |
| 15 de junho de 1967                                                                  | 14 de dezembro de 1967  | Yoshiaki Numata         | Japão          | CMB             | 0                                        |
| 14 de dezembro de 1967                                                               | 18 de janeiro de 1969   | Hiroshi Kobayashi       | Japão          | CMB             | 2                                        |
| Kobayashi teve seu título mundial do CMB revogado.                                   |                         |                         |                |                 |                                          |
| 15 de fevereiro de 1969                                                              | 5 de abril de 1970      | Rene Barrientos         | Filipinas      | CMB             | 0                                        |
| 5 de abril de 1970                                                                   | 10 de outubro de 1971   | Yoshiaki Numata         | Japão          | CMB             | 3                                        |
| 10 de outubro de 1971                                                                | 28 de fevereiro de 1974 | Ricardo Arredondo       | México         | CMB             | 5                                        |
| 28 de fevereiro de 1974                                                              | 5 de julho de 1975      | Kuniaki Shibata         | Japão          | CMB             | 3                                        |
| 5 de julho de 1975                                                                   | 28 de janeiro de 1978   | Alfredo Escalera        | Porto Rico     | CMB             | 10                                       |
| 28 de janeiro de 1978                                                                | 27 de abril de 1908     | Alexis Argüello         | Nicarágua      | CMB             | 8                                        |
| Argüello decidiu subir de categoria, deixando seu título mundial do CMB em aberto.   |                         |                         |                |                 |                                          |
| 11 de dezembro de 1980                                                               | 8 de março de 1981      | Rafel Limón             | México         | CMB             | 0                                        |
| 8 de março de 1981                                                                   | 29 de agosto de 1981    | Cornelius Boza Edwards  | Uganda         | CMB             | 1                                        |
| 29 de agosto de 1981                                                                 | 29 de maio de 1982      | Rolando Navarrete       | Filipinas      | CMB             | 1                                        |
| 29 de maio de 1982                                                                   | 11 de dezembro de 1982  | Rafael Limón            | México         | CMB             | 1                                        |
| 11 de dezembro de 1982                                                               | 27 de junho de 1983     | Bobby Chacon            | Estados Unidos | CMB             | 1                                        |
| Chacon teve seu título mundial do CMB revogado.                                      |                         |                         |                |                 |                                          |
| 7 de agosto de 1983                                                                  | 1984                    | Héctor Camacho          | Porto Rico     | CMB             | 1                                        |
| Camacho decidiu subir de categoria, deixando seu título mundial do CMB em aberto.    |                         |                         |                |                 |                                          |
| 13 de setembro de 1984                                                               | 1987                    | Julio César Chávez      | México         | CMB             | 9                                        |
| Chávez decidiu subir de categoria, deixando seu título mundial do CMB em aberto.     |                         |                         |                |                 |                                          |
| 29 de fevereiro de 1988                                                              | 7 de maio de 1994       | Azumah Nelson           | Gana           | CMB             | 10                                       |
| 7 de maio de 1994                                                                    | 17 de setembro de 1994  | Jesse James Leija       | Estados Unidos | CMB             | 0                                        |
| 17 de setembro de 1994                                                               | 1º de dezembro de 1995  | Gabriel Ruelas          | México         | CMB             | 2                                        |
| 1º de dezembro de 1995                                                               | 22 de março de 1997     | Azumah Nelson           | Gana           | CMB             | 1                                        |
| 22 de março de 1997                                                                  | 3 de outubro de 1998    | Genaro Hernandez        | Estados Unidos | CMB             | 3                                        |
| 3 de outubro de 1998                                                                 | 2002                    | Floyd Mayweather Jr.    | Estados Unidos | CMB             | 8                                        |
| Mayweather decidiu subir de categoria, deixando seu título mundial do CMB em aberto. |                         |                         |                |                 |                                          |
| 24 de agosto de 2002                                                                 | 15 de agosto de 2003    | Sirimongkol Singwangcha | Tailândia      | CMB             | 1                                        |
| 15 de agosto de 2003                                                                 | 24 de fevereiro de 2004 | Jesús Chávez            | México         | CMB             | 0                                        |
| 24 de fevereiro de 2004                                                              | 27 de novembro de 2004  | Érik Morales            | México         | CMB             | 1                                        |
| 27 de novembro de 2004                                                               | 17 de março de 2007     | Marco Antonio Barrera   | México         | CMB             | 4                                        |
| 17 de março de 2007                                                                  | 15 de março de 2008     | Juan Manuel Márquez     | México         | CMB             | 1                                        |
| 15 de março de 2008                                                                  | 16 de julho de 2008     | Manny Pacquiao          | Filipinas      | CMB             | 0                                        |
| Pacquiao decidiu subir de categoria, deixando seu título mundial do CMB em aberto.   |                         |                         |                |                 |                                          |
| 20 de dezembro de 2008                                                               | 2010                    | Humberto Soto           | México         | CMB             | 3                                        |
| Soto decidiu subir de categoria, deixando seu título mundial do CMB em aberto.       |                         |                         |                |                 |                                          |
| 17 de março de 2010                                                                  | 26 de novembro de 2010  | Vitali Tajbert          | Alemanha       | CMB             | 0                                        |
| 26 de novembro de 2010                                                               | Presente                | Takahiro Aoh            | Japão          | CMB             |                                          |

## Federação Internacional de Boxe
| Conquista do título                                                              | Perda do título         | Campeão                | Campeão        | Reconhecimento | Manutenção do cinturão número de defesas |
| -------------------------------------------------------------------------------- | ----------------------- | ---------------------- | -------------- | -------------- | ---------------------------------------- |
| 22 de abril de 1984                                                              | 15 de fevereiro de 1985 | Hwan-Kil Yuh           | Coreia do Sul  | FIB            | 1                                        |
| 15 de fevereiro de 1985                                                          | 12 de julho de 1985     | Lester Ellis           | Austrália      | FIB            | 1                                        |
| 12 de julho de 1985                                                              | 9 de agosto de 1987     | Barry Michael          | Austrália      | FIB            | 3                                        |
| 9 de agosto de 1987                                                              | 23 de julho de 1988     | Rocky Lockridge        | Estados Unidos | FIB            | 2                                        |
| 23 de julho de 1988                                                              | 7 de outubro de 1989    | Tony Lopez             | Estados Unidos | FIB            | 3                                        |
| 7 de outubro de 1989                                                             | 20 de maio de 1990      | John John Molina       | Porto Rico     | FIB            | 1                                        |
| 20 de maio de 1990                                                               | 13 de setembro de 1991  | Tony Lopez             | Estados Unidos | FIB            | 3                                        |
| 13 de setembro de 1991                                                           | 1991                    | Brian Mitchell         | África do Sul  | FIB            | 0                                        |
| Mitchell decidiu aposentar-se, seu título mundial da FIB foi delcardo vago.      |                         |                        |                |                |                                          |
| 22 de fevereiro de 1992                                                          | 1995                    | John John Molina       | Porto Rico     | FIB            | 7                                        |
| Molina decidiu subir de categoria, deixando seu título mundial da FIB em aberto. |                         |                        |                |                |                                          |
| 22 de abril de 1995                                                              | 9 de julho de 1995      | Eddie Hopson           | Estados Unidos | FIB            | 0                                        |
| 9 de julho de 1995                                                               | 15 de dezembro de 1995  | Tracy Harris Patterson | Estados Unidos | FIB            | 0                                        |
| 15 de dezembro de 1995                                                           | 1997                    | Arturo Gatti           | Canadá         | FIB            | 3                                        |
| Gatti deixou seu título mundial da FIB vago.                                     |                         |                        |                |                |                                          |
| 13 de março de 1998                                                              | 23 de outubro de 1999   | Roberto Garcia         | Estados Unidos | FIB            | 2                                        |
| 23 de outubro de 1999                                                            | 2000                    | Diego Corrales         | Estados Unidos | FIB            | 3                                        |
| Corrales deixou seu título mundial da FIB vago.                                  |                         |                        |                |                |                                          |
| 3 de dezembro de 2000                                                            | 17 de agosto de 2002    | Steve Forbes           | Estados Unidos | FIB            | 1                                        |
| Forbes teve seu título mundial da FIB revogado.                                  |                         |                        |                |                |                                          |
| 1º de fevereiro de 2003                                                          | 31 de julho de 2004     | Carlos Hernández       | Estados Unidos | FIB            | 1                                        |
| 31 de julho de 2004                                                              | 27 de novembro de 2004  | Érik Morales           | México         | FIB            | 0                                        |
| Morales teve seu título mundial da FIB revogado.                                 |                         |                        |                |                |                                          |
| 23 de fevereiro de 2005                                                          | 17 de setembro de 2005  | Robbie Peden           | Austrália      | FIB            | 0                                        |
| 17 de setembro de 2005                                                           | 20 de maio de 2006      | Marco Antonio Barrera  | México         | FIB            | 0                                        |
| Barrera teve seu título mundial da FIB revogado.                                 |                         |                        |                |                |                                          |
| 31 de maio de 2006                                                               | 29 de julho de 2006     | Cassius Baloyi         | África do Sul  | FIB            | 1                                        |
| 29 de julho de 2006                                                              | 4 de novembro de 2006   | Gairy St. Clair        | Austrália      | FIB            | 0                                        |
| 4 de novembro de 2006                                                            | 20 de abril de 2007     | Malcolm Klassen        | África do Sul  | FIB            | 0                                        |
| 20 de abril de 2007                                                              | 12 de abril de 2008     | Mzonke Fana            | África do Sul  | FIB            | 1                                        |
| 12 de abril de 2008                                                              | 18 de abril de 2009     | Cassius Baloyi         | África do Sul  | FIB            | 1                                        |
| 18 de abril de 2009                                                              | 22 de agosto de 2009    | Malcolm Klassen        | África do Sul  | FIB            | 0                                        |
| 22 de agosto de 2009                                                             | 16 de fevereiro de 2010 | Robert Guerrero        | Estados Unidos | FIB            | 0                                        |
| Guerrero deixou seu título mundial vago.                                         |                         |                        |                |                |                                          |
| 1º de setembro de 2010                                                           | 19 de maio de 2011      | Mzonke Fana            | África do Sul  | FIB            | 0                                        |
| Fana teve seu título mundial da FIB revogado                                     |                         |                        |                |                |                                          |

## Organização Mundial de Boxe
| Conquista do título | Perda do título        | Campeão               | Campeão              | Reconhecimento | Manutenção do cinturão número de defesas |
| --- | ---------------------- | --------------------- | -------------------- | -------------- | ---------------------------------------- |
| 29 de abril de 1989 | 1989                   | John John Molina      | Porto Rico           | OMB            | 0                                        |
| Molina deixou seu título mundial da OMB vago. |                        |                       |                      |                |                                          |
| 9 de dezembro de 1989 | 21 de março de 1992    | Kamel Bou Ali         | Tunísia              | OMB            | 2                                        |
| 21 de março de 1992 | 4 de setembro de 1992  | Daniel Londas         | França               | OMB            | 0                                        |
| 4 de setembro de 1992 | 5 de março de 1994     | Jimmi Bredahl         | Dinamarca            | OMB            | 1                                        |
| 5 de março de 1994 | 1994                   | Oscar de la Hoya      | Estados Unidos       | OMB            | 1                                        |
| Oscar de la Hoya deixou seu título mundial da OMB vago. |                        |                       |                      |                |                                          |
| 24 de setembro de 1994 | 1997                   | Regilio Tuur          | Holanda              | OMB            | 6                                        |
| Tuur deixou seu título mundial da OMB vago. |                        |                       |                      |                |                                          |
| 189 de dezembro de 1997 | 1998                   | Barry Jones           | Reino Unido          | OMB            | 0                                        |
| Jones foi impedido de seguir boxeando pelos médicos e teve seu título mundial revogado pela OMB. Posteriormente, Jones retornaria o aos ringues, na condição de desafiante ao título de Acelino Freitas. |                        |                       |                      |                |                                          |
| 16 de maio de 1998 | 7 de agosto de 1999    | Anatoly Alexandrov    | Cazaquistão          | OMB            | 1                                        |
| 7 de agosto de 1999 | 15 de janeiro de 2004  | Acelino Freitas       | Brasil               | OMB            | 10                                       |
| Freitas deixou seu título mundial da OMB vago. |                        |                       |                      |                |                                          |
| 6 de março de 2004 | 2004                   | Diego Corrales        | Estados Unidos       | OMB            | 0                                        |
| Corrales deixou seu título mundial da OMB vago. |                        |                       |                      |                |                                          |
| 15 de julho de 2004 | 8 de abril de 2005     | Mike Achondo          | Estados Unidos       | OMB            | 0                                        |
| 8 de abril de 2005 | 16 de setembro de 2006 | Jorge Rodrigo Barrios | Argentina            | OMB            | 2                                        |
| 16 de setembro de 2006 | 2008                   | Joan Guzmán           | República Dominicana | OMB            | 2                                        |
| Guzmán deixou seu título mundial da OMB vago. |                        |                       |                      |                |                                          |
| 15 de maio de 2008 | 6 de setembro de 2008  | Alex Arthur           | Reino Unido          | OMB            | 0                                        |
| 6 de setembro de 2008 | 14 de março de 2009    | Nicky Cook            | Reino Unido          | OMB            | 0                                        |
| 14 de março de 2009 | 4 de setembro de 2010  | Román Martínez        | Porto Rico           | OMB            | 2                                        |
| 4 de setembro de 2010 | Presente               | Ricky Burns           | Reino Unido          | OMB            |                                          |